# Micrathyria almeidai
Micrathyria almeidai is een libellensoort uit de familie van de korenbouten (Libellulidae), onderorde echte libellen (Anisoptera).
De wetenschappelijke naam Micrathyria almeidai is voor het eerst geldig gepubliceerd in 1945 door Santos.